# 3C279

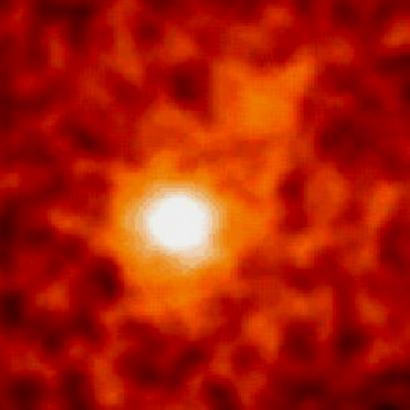
quasar 3C279 en rayos gamma (EGRET).

3C 279 es un cuásar ópticamente rápidamente variable (OVV). Debe su nombre a ser el objeto número 279 del tercer catálogo de radio de Cambridge (3C) publicado en 1959. Está situado a una distancia de unos cinco mil millones de años luz, que corresponden a un corrimiento al rojo de 0.53.
Fue el primer cuásar en el que se observó movimiento superlumínico, o sea, movimiento que aparentemente es más rápido que la luz en el vacío, pero que en realidad no es más que un efecto óptico que se produce en objetos que se mueven a velocidades cercanas a la de la luz en dirección al observador.
Tras su detección en radio, ha sido detectado en todas las longitudes de onda, incluidos rayos gamma (EGRET) y rayos gamma de muy alta energía (MAGIC).
Sus coordenadas celestes son 12 horas, 56 minutos, 11.166 segundos de ascensión recta y –05 grados, 47 minutos, 21.53 segundos de declinación. Está en la constelación de Virgo.
- Datos: Q3272112
- Multimedia: 3C 279 / Q3272112